# بهارآمد سمنانی
بهارآمد سمنانی (نام علمی: Eminium lehmannii) نام یک گونه از سرده بهارآمد است.